# Dharani
 (mars 2021).
Une dharani (IAST: dhāraṇī) est une sorte de mantra, étant comme celui-ci considérée avoir une puissance magique. Ces deux termes peuvent même être synonymes, bien qu'ils soient souvent utilisés dans des contextes différents, une dhāraṇī pouvant être dénuée d'intention spirituelle et confiner à la simple sorcellerie.

## Dhāraṇī et mnémotechnique
Tout comme dharma, le mot dhāraṇī provient de la racine sanskrite dhar qui signifie porter ou tenir. Dharaṇī, sans la diacritique sur le premier a, est le nom de la terre en tant que déité. Avec une diacritique il s'agit du féminin de dhāraṇa qui est l'art de la mnémotechnique. En ce premier sens, non-problématique, dhāraṇī est une formule de mémoire par laquelle on peut retenir de longs textes, un mnémonique ; il peut aussi s'agir d'un résumé versifié à la fin d'un texte, appelé simplement « gatha », verset.

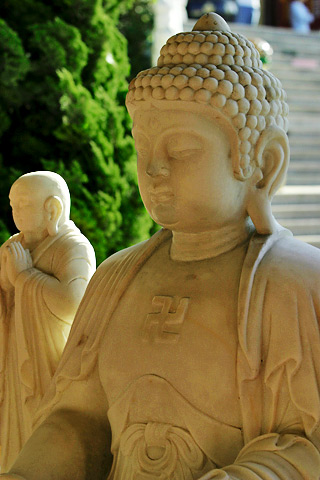
Le Bouddha Gautama Shakyamuni en samadhi, avec Arhat Ananda à l'arrière-plan. C'est à la mémoire de celui-ci la transmission d'une bonne partie du canon pali.

Dans une culture essentiellement orale, on devine aisément l'importance des techniques mnémoniques. Ainsi, Ananda, intendant personnel et cousin de Bouddha Shākyamouni, était doué d'une grande érudition et d'une excellente mémoire, mais était aussi dit doté des dharanis. Après que Mahakashyapa, le successeur de Bouddha, lui eut enjoint d'intensifier sa pratique, Ananda atteint enfin l'état d'arhat, et put dès lors participer à l'établissement du canon lors du premier concile bouddhique. Il sut réciter tous les discours qu'il avait entendu le bouddha prononcer.

## Dhāraṇī et magie
C'est vraisemblablement à partir de cette acception mnémonique que s'est opéré un glissement de sens vers la magie: le mnémonique, en condensant l'essentiel d'une instruction ou d'un enseignement, semble doué d'une efficacité mystérieuse aisément réorientée vers le surnaturel. Quoi qu'il en soit la dhāranī en vient à signifier la formule magique, particulièrement de protection, tout comme son équivalent, le mantra.
En règle générale un mantra est plus concis qu'une dhāraṇī, qu'on peut aussi traduire par invocation, comme dans le sūtra La dhāraṇī de la grande compassion d'Avalokiteshvara, ou encore par hymne :

« Une dhāraṇī est un mantra étendu, une séquence rythmique de sons qui exprime, à travers ses vibrations spirituelles uniques, la vérité essentielle transcendant toute dualité. Le pouvoir qu'a une telle formule d'évoquer des forces invisibles lorsqu'elle est chantée avec un cœur sincère dépend, dans une certaine mesure, du son lui-même, mais encore plus de l'état d'esprit du chanteur. Ainsi une dhāraṇī aura-t-elle une plus grande puissance si elle est proférée par un être d'une foi pure, l'esprit concentré, et le cœur ouvert. »

Le philosophe bouddhiste japonais Kūkai faisait une distinction entre dhāranī et mantra, et l'utilisait comme base de sa théorie du langage. Particulièrement, l'usage du terme mantra est restreint aux pratiques bouddhistes ésotériques alors que la dhāraṇī est utilisée dans des rituels aussi bien ésotériques qu'exotériques. C'est Kūkai qui a forgé le terme shingon, littéralement « parole vraie », comme traduction japonaise de « mantra ». Il a cependant préféré transcrire dhāranī phonétiquement par darani, ce qui est encore l'usage actuel.